# Thorsten Hennig-Thurau

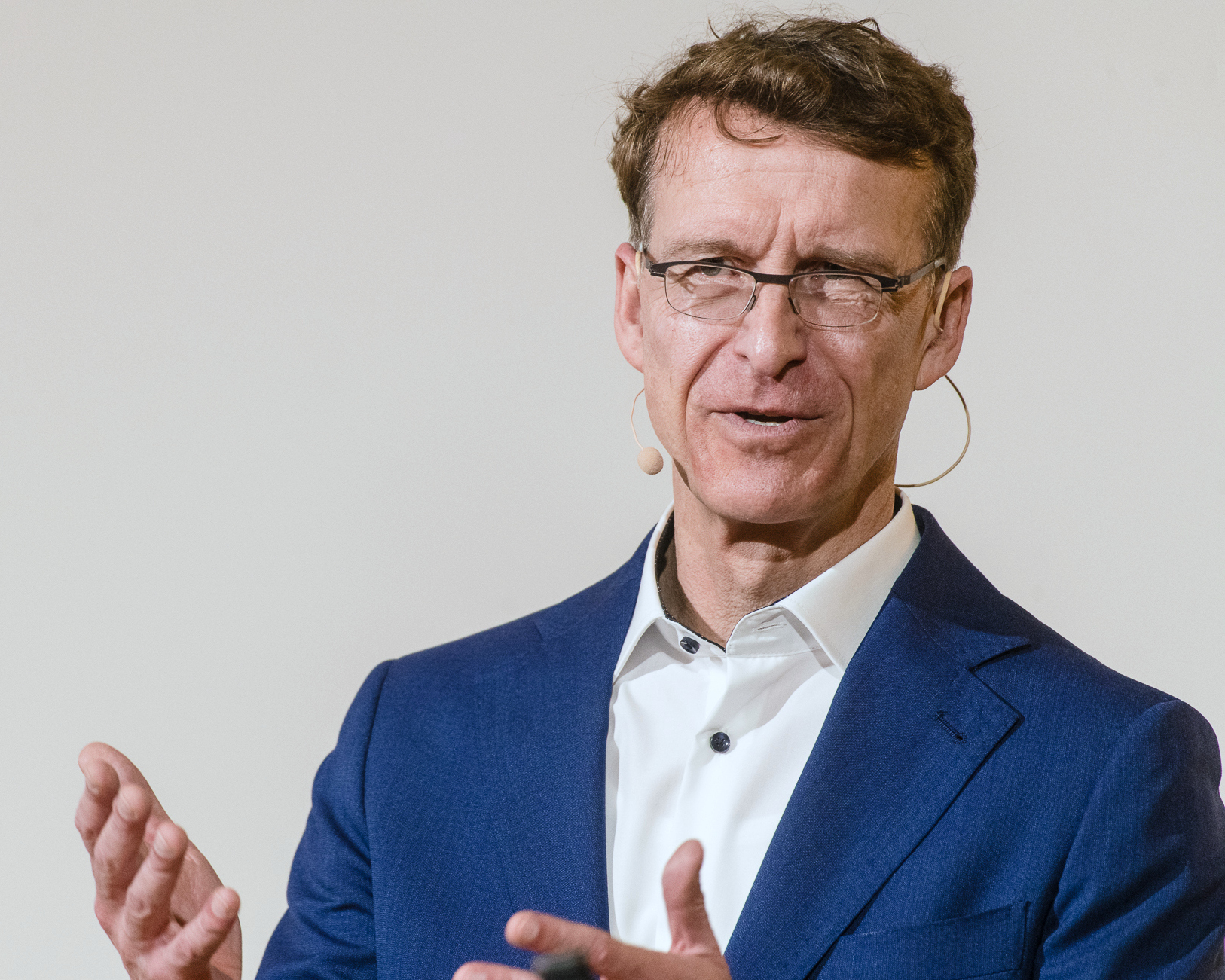
Thorsten Hennig-Thurau, 2022

Thorsten Hennig-Thurau (* 13. März 1967 in Hamburg) ist ein deutscher Wirtschaftswissenschaftler. Er ist Professor für Marketing & Medien an der Westfälischen Wilhelms-Universität Münster und Research Professor of Marketing an der Bayes Business School der City University London.

## Leben
Thorsten Hennig-Thurau studierte Betriebswirtschaftslehre an der Universität Lüneburg. Er promovierte 1998 als wissenschaftlicher Mitarbeiter bei Ursula Hansen an der Universität Hannover zum Thema „Konsum-Kompetenz als Zielgröße des Management von Geschäftsbeziehungen“. Während seines Promotionsstudiums war er zeitweise zugleich wissenschaftlicher Mitarbeiter am hannoverschen imug-Institut. Thorsten Hennig-Thurau habilitierte sich im Dezember 2001 mit einer Habilitationsschrift zum Thema „Marktbezogenes Organisationales Lernen von Hochschulen“ an der wirtschaftswissenschaftlichen Fakultät der Universität Hannover. Zwischen Oktober 2002 und März 2003 war er Gastprofessor an der Fakultät für Wirtschaftswissenschaften der Westfälischen Wilhelms-Universität Münster und von April bis September 2003 an der Bauhaus-Universität Weimar. Anschließend war er bis März 2010 Professor für Marketing und Medien an der Fakultät Medien der Bauhaus-Universität Weimar, als deren Studiendekan er von 2006 bis 2009 wirkte. Im April 2006 wurde er zudem von der Cass Business School der City University in London (Großbritannien) zum Research Professor of Marketing ernannt. Im August 2009 nahm er den Ruf an die Westfälische Wilhelms-Universität Münster (Wirtschaftswissenschaftliche Fakultät) an, wo er im April 2010 als Inhaber des Lehrstuhls für Marketing & Medien die Nachfolge von Prof. Dieter Ahlert antrat.

## Forschungsschwerpunkte
Seine Forschungsschwerpunkte liegen in den Bereichen Medien- und Filmökonomie, Relationship Marketing und Dienstleistungsmanagement. Thorsten Hennig-Thurau ist Initiator und seit der Gründung im Jahre 2003 Leiter des ersten Zeitschriften-Ranking VHB-Jourqual in der betriebswirtschaftlichen Forschung, das sowohl internationale als auch deutschsprachige Fachzeitschriften umfasst und vom Verband der Hochschullehrer für Betriebswirtschaft getragen wird. Seine wichtigsten Beiträge im Bereich Medienökonomie zeigen die ökonomische Sub-Optimalität der gegenwärtigen Distributionsstrukturen für Spielfilme; gemeinsam mit Victor Henning und Henrik Sattler gelang ihm zudem als erstem Wissenschaftler der Nachweis, dass illegale Filmkopien einen substanziellen wirtschaftlichen Schaden zur Folge haben. Im Bereich Relationship Marketing zeigen seine Arbeiten u. a. die Gründe für die Abwanderung von zufriedenen Kunden. Im Dienstleistungsmanagement hat seine Forschung u. a. die Bedeutung der Authentizität von Mitarbeiteremotionen im Kundenkontakt für den Erfolg von Dienstleistungsunternehmen sowie die kundenseitige Wahrnehmung von Emotionsarbeit nachgewiesen.

## Ausgewählte Auszeichnungen
- Lifetime Achievement Award 2010 for Published Scholarly Contributions to Motion Picture Industry Studies” der Anderson School of Management of University of California (UCLA)
- 4 Best Paper Awards auf den jährlich stattfindenden Konferenzen der AMA American Marketing Association in den Jahren 2001, 2002, 2005 und 2007
- den “Overall Conference Best Paper Award” der AMA Summer Educators’ Conference im Jahre 2005
- den JSR Excellence in Service Research Award für den besten Artikel des Journal of Service Research im Jahr 2005
- den “Literati Club Award for Excellence” des International Journal of Service Industry Management des Jahres 2005
- einen “Research Award” der British Academy of Marketing im Jahr 2004
- den “Best Paper Presentation Award” des 14th International Colloquium in Relationship Marketing im Jahr 2006
- Ernennung zum “International Fellow” durch den Carl DeSantis Business and Economics Center for the Study and Development of the Motion Picture and Entertainment Industry im Jahr 2007 als erster deutscher Wissenschaftler

Beim Handelsblatt-Betriebswirte-Ranking 2009, das die Forschungsleistung von 2100 Betriebswirten in Deutschland, Österreich und der deutschsprachigen Schweiz gemessen an der Qualität der Publikationen seit 2005 analysiert, erreichte er Platz 15.

## Ausgewählte Publikationen in deutschen und internationalen Fachzeitschriften
Academy of Management Journal, Advances in Consumer Research, Die Betriebswirtschaft, International Journal of Electronic Commerce, International Journal of Service Industry Management, Journal of Applied Psychology, Journal of Consumer Affairs, Journal of Interactive Marketing, Journal of Marketing, Journal of Service Research, Journal of the Academy of Marketing Science, Marketing Letters, Marketing ZFP, Psychology & Marketing, Zeitschrift für Betriebswirtschaft, Zeitschrift für betriebswirtschaftliche Forschung.

## Gutachterliche Tätigkeiten
Thorsten Hennig-Thurau ist Mitglied der Editorial Boards des Journal of Service Research und des International Journal of Electronic Commerce und begutachtet regelmäßig für das Journal of Marketing und Marketing Science.